# نساء يتحدثن (رواية)
نساء يتحدثن (2018) هي الرّواية السّابعة للكاتبة الكندية ميريام تويز . تصف تويز روايتها بأنّها "رد فعل متخيل لأحداث حقيقية"، وهي عمليات الاغتصاب الّتي تم تسهيلها بالغاز والّتي حدثت في مستعمرة مانيتوبا ، وهي مجتمع مينونايت نائي ومعزول في بوليفيا:  بين عامي 2005 و2009، أكثر من مائة فتاة وامرأة في المستعمرة استيقظوا ليكتشفوا أنهم تعرضوا للاغتصاب أثناء نومهم. تمّ رفض هذه الهجمات الّليلية أو رفضها من قبل شيوخ المستعمرة حتّى تمّ الكشف أخيرًا عن أنّ مجموعة من الرّجال من المستعمرة كانوا يرشّون مخدرًا حيوانيًّا في منازل ضحاياهم لجعلهم فاقدين للوعي. تركز رواية تويز على الاجتماعات السّرية لثماني نساء من المينونايت، الّلاتي يجب عليهن، نيابة عن النّساء الأخريات في المستعمرة، أن يقرّرن كيفيّة الرّد على هذه الأحداث المؤلمة. أمامهم 48 ساعة فقط قبل عودة رجال المستعمرة، الّذين كانوا بعيدًا لدفع كفالة للمغتصبين.
وصلت الرّواية إلى نهائيّات جائزة الحاكم العام  وجائزة كتاب تريليوم،  وتمّ إدراجها في القائمة الطويلة جائزة دبلن الأدبية الدولية. 
في عام 2022، تمّ تحويل الرّواية إلى فيلم يحمل نفس الاسم ، من تأليف وإخراج سارة بولي وبطولة روني مارا، كلير فوي، وفرانسيس ماكدورماند.

## حبكة
تبدأ رواية "نساء يتحدثن" بملاحظة من الكاتبة تصف فيها روايتها بأنّها "ردّ فعل من خلال الخيال" على أحداث الحياة الحقيقيّة و"عمل من أعمال الخيال الأنثوي". أحداث الحياة الواقعيّة الّتي يشير إليها تويز حدثت في مستعمرة مانيتوبا، وهي مجتمع مينونايت نائي في بوليفيا. وعلى مدى سنوات، من عام 2005 إلى عام 2009، كانت الفتيات والنّساء يستيقظن ليكتشفن أنّهن تعرضن للاغتصاب. نُسبت الهجمات الّليلية إلى الأشباح والشّياطين، أو قيل إنّها عقاب من الله على خطاياهم، أو مجرّد نتيجة "الخيال الأنثوي الجامح".  في النّهاية، تم الكشف عن أنّ مجموعة من المستعمرين الذكور كانوا يستخدمون رذاذًا كيميائيًا لتخدير أسر بأكملها من أجل الاعتداء الجنسي على النساء. وفي عام 2011، أدين ثمانية رجال في محكمة بوليفية، وحكم على كل منهم بالسجن لمدة طويلة. 
تحدث النّساء في مستعمرة مينونايت تسمّى مولوتشنا في أعقاب أحداث مؤلمة مماثلة. تمّ القبض على ثمانية رجال يُعتقد أنّهم ارتكبوا الهجمات الّليلية واحتجزوا في سقيفة. قُتل أحدهم عن طريق الخطأ أثناء مواجهته من قبل مجموعة من المستعمرين الغاضبين وتعرّض آخر لهجوم بمنجل من قبل إحدى النّساء المغتصبات سالومي. بيترز، أسقف مولوتشنا، يستدعي شرطة المدينة لإلقاء القبض على المشتبه بهم لحمايتهم. والآن ذهب الرّجال إلى المدينة لدفع الكفالة للمشتبه بهم حتى يتمكّنوا من انتظار المحاكمة من المنزل. كما أنّه سيعطي النّساء الفرصة لمسامحة الرّجال ليضمن مكان الجميع في الجنّة. أيّ امرأة لا تغفر للرجال، بحسب بيترز، سيتمّ حرمانها من الكنيسة.  
أثناء غياب الرّجال، تقوم نساء المستعمرة بإجراء استفتاء. هناك ثلاثة خيارات على بطاقة الاقتراع، كل واحد منها ممثّل برسم توضيحيّ: اغفر للرّجال ولا تفعل شيئًا؛ البقاء في المستعمرة والقتال؛ مغادرة المستعمرة. وتساوت الأصوات بين "البقاء والقتال" و"الرّحيل"، وتمّ تعيّين ثماني نساء، أربع من عائلة فريزين، وأربعة من عائلة لوين، لكسر الجمود. في السّاعات المتبقّية قبل عودة الرّجال، تعقد النّساء اجتماعات سرّية في مخزن قش لمناقشة القضية والتوصل إلى قرار. 
على مدار يومين — 6 و7 يونيو/حزيران 2009 — خاضت النّساء سلسلة من المناقشات العاجلة: كيفيّة الحفاظ على إيمانهن في ضوء الانتهاكات، وما إذا كان سيتمّ حرمانهنّ حقًا من دخول الجنّة إذا رفضن مسامحة المخالفين لهن، وماذا سيفعل ذلك؟ يعني العفو والشذفاء، وإيجابيات وسلبيّات البقاء أو الرّحيل.  وكانت كل واحدة من النّساء الثّماني ضحية لعمليات اغتصاب متعدّدة، وأونا فريسين حامل بطفل مغتصب. على الرّغم من أنّ حالات الاغتصاب لم يتمّ تصويرها في الرّواية، إلا أنّها أثارت طبيعتها العنيفة: ترتدي غريتا أطقم أسنان غير مريحة لأنّ أسنانها تحطّمت أثناء هجومها، ولدى النّساء "ندبات باهتة، من حروق الحبال أو من الجروح". تمّت مقاطعة النّساء من قبل صاحب منزل التبن وكبار السّن والعجزة إرنست ثيسن. يسأل النّساء عما إذا كن يخطّطن لحرق حظيرته. تجيب أغاتا، الابنة الكبرى لعائلة فريسين، "لا يا إرني، ليس هناك حبكة، نحن فقط نساء نتحدث."  كلاس، زوج ماريش، الّذي عاد من المدينة لجمع اثني عشر حصانًا للبيع بالمزاد، صعد أيضًا إلى مخزن التّبن وقيل له أنّ النّساء قد انتهين للتو من خياطة اللحف. في ذلك المساء سُكر وضرب ماريش.
تُقدم الرّواية كمحاضر لاجتماعات النّساء، والّتي سجّلها أوغست إيب، مدرّس المستعمرة الذي عاد مؤخّرًا بعد فترة من الحرمان الكنسي. يأخذ أغسطس المحضر بناءً على طلب أونا، موضوع حبّه غير المتبادل وصديق طفولته، حيث أنّ النّساء لا يعرفن القراءة أو الكتابة (يتحدّثن بلوتديتش ). بالإضافة إلى تسجيل محادثات النّساء، فإنه يكشف تدريجيًّا عن خلفيّته الدرامية: حرمان والديه من المستعمرة، ودراسته الجامعية في إنجلترا، واعتقاله أثناء احتجاج في لندن وسجنه، ووفاة والديه واختفاءهما، وصراعاته مع الاكتئاب (الذي يسميه المينونايت نارفا، ويعني "الأعصاب"). 
في نهاية المطاف، تقرّر النّساء مغادرة المستعمرة مع أيّ صبي تحت سنّ 15 عامًا. ومع ذلك، ما زالوا معرضين لخطر اكتشافهم من قبل الأخوين كوب، الّذين يحرسون حصاني غريتا المحبوبين، روث وشيريل، في مستعمرة تشورتيزا المجاورة. من أجل تأمين الخيول وضمان عدم تنبيه الأخوة الرّجال، قامت الفتاتان المراهقتان أوتجي ونيتجي بإغراء الأخوين إلى مخزن التّبن بوعدهم بممارسة الجنس، بحجّة أن عذريتهما قد فقدت بالفعل. أثناء قيامها بهذا الفعل، تقوم سالومي بضرب الأخوين بنفس رذاذ البلادونا الّذي تمّ استخدامه على النّساء لسنوات. ورش الرذاذ على سكارفس جانز وهي امرأة "لا تفعل شيئًا"، خوفًا من أن تجد طريقة للوصول إلى المدينة لتنبيه الرّجال، وعلى ابنها آرون الّذي لا يريد مغادرة المستعمرة. تغادر النّساء في قافلة من العربات.
تُرك أغسطس يراقب الإخوة النائمين، ويفكّر في الغياب المفاجئ للنّساء، وحياته وقراراته، ويتوقّع عودة رجال المستعمرة. يكشف أنّ السبب الحقيقي لحرمان عائلته كنسيًا هو أنّه في سنّ الثانية عشرة، بدأ يشبه بشكل ملحوظ الأسقف بيترز. ويدرك أيضًا أنّ أونا طلبت منه تدوين المحاضر، ليس لأنّ النذساء بحاجة إليها، ولكن لأنّها أدركت أّنه كان لديه ميول انتحارية واعتقدت أنّه سيكون آمنًا بصحبة النّساء، أثناء أداء مهمة ما.  

## الشخصيات
- أغسطس إيب: راوي الرواية. ولد في مولوتشنا لكنه يتحدث ويكتب الإنجليزية، بعد أن عاش في المملكة المتحدة بعد حرمان والديه كنسيًا، على الأرجح لأنه أصبح من الواضح أن أغسطس كان ابن الأسقف بيترز (وليس زوج والدته). بعد أن سُجن بتهمة سرقة حصان شرطة أثناء مظاهرة في لندن، عاد إلى المستعمرة ليعمل كمدرس. الرجال الآخرون في المستعمرة ينظرون إليه بعين الريبة والازدراء. يطلب منه تسجيل محضر اجتماع أونا، صديقة طفولته والمرأة التي يحبها.
- غريتا (لوين): أم عائلة لوين. لقد تم خلع أسنانها بسبب البكاء أثناء الهجوم ولديها أطقم أسنان كبيرة بشكل مؤلم. شغوفة بخيولها روث وشيريل.
- ماريش (لوين): الابنة الكبرى لجريتا، وهي في زواج مسيئ محليًا من كلاوس.
- ميجال (لوين): ابنة جريتا الصغرى. مدخن متسلسل وله "حياة سرية".
- Autje (Loewen): ابنة ماريش المراهقة والمقربة من Neitje.
- أجاتا (فريزن): الأم البراغماتية لعائلة فريزن.
- أونا (فريزين): ابنة أجاتا الكبرى الهادئة والحالمة، وهي غير متزوجة وحامل نتيجة الاغتصاب. شنقت أختها مينا نفسها بعد أن اكتشفت جثة ابنتها نيتيجي فاقدًا للوعي ملطخًا بالدم والمني وأخبرها الأسقف بيترز أن ذلك "من عمل الشيطان".
- سالومي (فريزين): ابنة أجاتا الصغرى النارية. غضبها "فيزوفي" و"عيناها لا تهدأ أبدًا". تهاجم الجناة بمنجل بعد أن علمت أن ابنتها ميب البالغة من العمر ثلاث سنوات أصيبت بمرض تناسلي بعد اغتصابها.
- Neitje (Friesen): حفيدة Agata المراهقة، التي انتحرت والدتها بعد أن علمت باغتصاب Neitje، والتي تعيش الآن مع سالومي. وهي ترسم الرسوم التوضيحية اللازمة للاستفتاء.
- Scarface Janz: عضو قوي في المستعمرة. الأكثر صوتًا بين النساء "لا تفعل شيئًا".
- ملفين جيربرانت: يراقب الأطفال بينما تتحدث النساء. أصيب بصدمة شديدة بعد أن فقد ابنه السابق لأوانه بسبب الاغتصاب، وقام بتغيير اسمه من Nettie إلى Melvin ويظل صامتًا، ويرفض التحدث إلى أي شخص باستثناء الأطفال.
- بيترز: أسقف مولوتشنا. يمنع المساعدين الخارجيين من دخول المستعمرة. قام والده، بيترز سينيور، بحرمان عائلة إيب كنسيًا. تم اكتشاف رذاذ البلادونا في حظيرة الألبان الخاصة به.

## خلفية
بدأ المينونايت في إنشاء مستعمرات في بوليفيا في أواخر الخمسينيّات بعد أن عرضت الحكومة الأرض في منطقة غابات تشيكيتانو الجافة، شمال سانتا كروز دي لا سييرا، ووعدت بالإعفاء من الخدمة العسكريّة، وحريّة الدّين، والحق في إملاء نظام التّعليم.  جاء المستوطنون الأوائل من مستعمرات باراجواي والمكسيك الّتي أنشأها المينونايت الأصوليّون قبل ثلاثين عامًا والّذين فرّوا من مانيتوبا بكندا عندما بدأت الحكومة الكندية في فرض مناهج المدارس العامة الرسمية. وسرعان ما تبعتها مستعمرة المينونايت القديمة من بليز وكندا، وبحلول عام 2013، كان لدى بوليفيا 57 مستعمرة للمينونايت يبلغ إجمالي عدد سكانها حوالي 70.000 نسمة.  وتشبه مستعمرة مانيتوبا، التي تأسست عام 1993 ويبلغ عدد سكانها أكثر من 2000 عضو، عددًا من مستعمرات المينونايت المحافظة الأخرى في أمريكا الجنوبية. يرتدي المستعمرون ملابس عادية ويتحدثون بلوتديتش . يسافرون في عربات تجرها الخيول، ولا يُسمح إلا للرجال بمغادرة المستعمرة دون مرافقة. يتم تجاهل الكهرباء والتّكنولوجيا الحديثة. يُمنع أي نوع من النّشاط الرّياضي الّذي يتضمّن الكرة. يتلقّى الأولاد تعليمًا حتّى سنّ البلوغ، يقتصر على اللغة الألمانية العليا والرّياضيات والدّين. ويتعلّم الكثيرون أيضًا الّلغة الإسبانية، لكن التّزاوج مع أي من السّكان المحليين ممنوع منعًا باتًا.  
في أغسطس 2011، حُكم على سبعة رجال من مستعمرة مانيتوبا بالسّجن لمدة 25 عامًا بتهمة الاغتصاب، وحكم على رجل ثامن، وهو بيتر ويبي وول، وهو طبيب بيطري، بالسّجن لمدة ثماني سنوات لتزويد الضّحايا بالعقار المستخدم لإضعاف الضّحايا. وهرب المتّهم التّاسع، جاكوب نيودورف إنس، من سجن بالماسولا في سانتا كروز قبل أن تتمّ محاكمته ويظلّ هارباً. ودفع جميع الرّجال بأنّهم غير مذنبين. وبينما أدلّت 150 امرأة بشهادتهن أثناء المحاكمة، ادّعى الادّعاء أنّ مئات أخريات لم يشعرن بالارتياح للإدلاء بشهادتهنّ؛ واتُهم العديد من الرّجال الّذين حوكموا بتهديد بعض النّساء وعائلاتهن بعدم الإدلاء بشهادتهن. هناك تقارير تفيد بأنّ حالات الاغتصاب عن طريق التخدير لا تزال تحدث، ليس فقط في مستعمرة مانيتوبا ولكن في أماكن أخرى.
سمع تويس لأوّل مرّة عن حالات الاغتصاب في مستعمرة مانيتوبا من خلال "كرمة مينونايت". إنّها شعرت بالرّعب من تفاصيل الجرائم لكنّها لم تتفاجأ تمامًا: "المجتمعات المتطرّفة المنغلقة جاهزة للعنف".  عندما تمّ تأكيد الشّائعات في الصّحافة الدّولية في عام 2009، بدأت في تنظيم أفكارها ومعرفة كيف ستكتب عن القصّة.  ومع ذلك، قبل أن تبدأ، ماتت أختها الكبرى مارجوري منتحرة (في عام 2010، كما حدث مع والدها قبل 12 عامًا)، وفي حزنها كتبت كل أحزاني التافهة، رواية مستوحاة من أختها. جاءت "نساء يتحدثن" بعد ذلك، وكان لدى تويس مسودّة كاملة للمخطوطة في  عام 2017.
تويس هي نفسها من أصل فريزي، وهي سليل مباشر لأحد المستوطنين المينونايت الأوائل في كندا، كلاس رايمر (1837–1906)، الّذي وصل إلى شتاينباخ، مانيتوبا في عام 1874 قادمًا ممّا يُعرف الآن بأوكرانيا الحديثة. ويرتبط مؤسّسو شتاينباخ ارتباطًا مباشرًا بالمستعمرين في بوليفيا، وتقع في المقاطعة الّتي اشتقّت منها المستعمرة البوليفية. تقول تويس إنّ الشخصيات في رواية نساء يتحدثن كانت كلّها مبنية على الأصدقاء وأفراد الأسرة من مسقط رأسها.  نشأت في بلدة مينونايتية متدينة كجزء من كنيسة كلاين جيميندي، وشهدت بنفسها الضرر الذي تلحقه الأصولية بالناس، وخاصة المؤمنين الحقيقيين. تقول أثناء كتابتها الرّواية: "كان هناك غضب وحسرة ممزوجة بمشاعر الإيمان"، وأن القصة تحتوي على جميع الأسئلة الّتي كانت لديها حول مجتمعها المينونايت: "عندما أصبحت مراهقة، بدأت أفهم النفاق العميق، والقداسة، والاستبداد، وثقافة السيطرة، أو قواعد العقاب، كل هذه الأشياء التي بدت لي بعيدة جدًا عن حضور الله. لقد كان هذا الصّراع هو الّذي أثار الغضب لي لسنوات عديدة." 

## استقبال
تلقت رواية نساء يتحدثن تقيّيمات مميّزة بنجمة في Booklist، ومراجعات Kirkus، و Publishers Weekly،    وكان كتابًا بارزًا في نيويورك تايمز.  ظهر أيضًا في عدد من قوائم أفضل الكتب لنهاية العام، بما في ذلك ذا جلوب آند ميل،  ذا تورنتو ستار،  مجلّة سليت،  Buzzfeed،  نادي AV،  كهربائي مضاءة,  الولايات المتّحدة الأمريكية اليوم,  مراجعة الكتاب الوطني,  والجارديان. 
أنتوني كامينز، يكتب لصحيفة الغارديان، وصف الرّواية بأنّها "شجاعة ومدروسة" وأشاد بنثر تويوز "المدروس والخفيف" على الرّغم من موضوع الكتاب المظلم. 
وصفت ليلي ماير في NPR الكتاب بأنّه "مذهل" و"كتاب ذكي للغاية". بينما كانت حذرة في البداية من قصص النّساء اللواتي يرويها راوي ذكر، وجدت في النّهاية أنّه من خلال القيام بذلك، فإنّ "تويس" "يعكس الهيكل الأبوي الذي تعيش في ظله هؤلاء النّساء". 
تلقت رواية نساء يتحدثن أيضًا تعليقات إيجابيّة في الصّحافة الكنديّة، حيث وصفتها صحيفة Toronto Star بأنّها "ذكية" و"معايرتها بدقة" وأشادت بها The Globe and Mail للتحقيق في أسئلة "حيوية" للنّساء.  
كانت رواية نساء يتحدثن إحدى الروايات المرشحات النّهائيات لجائزة الحاكم العام للرّواية باللغة الإنجليزيّة في حفل توزيع جوائز الحاكم العام لعام 2018،  ولجائزة كتاب تريليوم لعام 2019.  كما تمّ إدراجها في القائمة الطويلة لجائزة دبلن الأدبية الدولية لعام 2020. 

## فيلم التكيف
في 2 سبتمبر 2022، عُرض فيلم درامي طويل مقتبس من الرّواية، من تأليف وإخراج سارة بولي مع طاقم الممثّلين روني مارا، كلير فوي، جيسي باكلي، بن ويشو، جوديث آيفي والمنتج فرانسيس ماكدورماند، تمّ عرضه لأوّل مرّة في تيلورايد. مهرجان الفيلم .   في حفل توزيع جوائز الأوسكار الخامس والتسعين، رُشح الفيلم لجائزة أفضل فيلم ، بينما حصل بولي على جائزة أفضل سيناريو مقتبس. 